# SUPER JUNIOR-T
SUPER JUNIOR-T（スーパージュニア・ティー）は、SUPER JUNIORのメンバー6人で結成されたトロット（韓国演歌）を歌唱するユニット。ユニット名の「T」は、トロットの頭文字から取られた。

## 来歴
2007年2月23日、シングル『로꾸거（ロクゴ）』をリリースし、デビュー。2007年2月25日SBS人気歌謡で初披露。週間売り上げチャートで1位を獲得。

## ディスコグラフィ

### 韓国

#### シングル
- 『로꾸거』（2007年2月26日）
1.로꾸거!!! (ROKKUGO)
2.첫차 (featuring 방실이) (FIRST EXPRESS)
3.나 같은건 없는건가요 (DON'T GO AWAY)
4.로꾸거!!! (ROKKUGO)[Instrumental]
5.첫차 (featuring 방실이) (FIRST EXPRESS) [Instrumental]
6.나 같은건 없는건가요 (DON'T GO AWAY)[Instrumental]

#### ミュージックビデオ
| 公開日        | 曲名      | リンク |
| ------------- | --------- | ------ |
| 2009年9月29日 | 로꾸거!!! | Play   |

### 日本

#### シングル
- 『ロクゴ！（with モエヤン）』（2008年11月5日）

## 単独公演
| 公演日 | 公演日  | 公演名                                 | 都市 | 会場                        |
| ------ | ------- | -------------------------------------- | ---- | --------------------------- |
| 2008年 | 11月5日 | 日韓コラボパーティー”ロクゴdeヤホー！” | 東京 | 渋谷C.C.Lemonホール         |
| 2008年 | 11月6日 | 日韓コラボパーティー”ロクゴdeヤホー！” | 大阪 | 大阪国際会議場 メインホール |